# سام تايلور (مؤلف)
سام تايلور (بالإنجليزية: Sam Taylor)‏ (1970 في المملكة المتحدة)؛ مترجم، صحفي، مراسل، كاتب وروائي بريطاني.